# Xian de Boli
Pour les articles homonymes, voir Boli.
Le xian de Boli (勃利县 ; pinyin : Bólì Xiàn) est un district administratif de la province du Heilongjiang en Chine. Il est placé sous la juridiction de la ville-préfecture de Qitaihe.

## Démographie
La population du district était de 371 933 habitants en 1999.